# Rolf Magnusson
Rolf Carl Gustaf Magnusson (ur. 29 grudnia 1921 w Sztokholmie, zm. 17 czerwca 2019 tamże) – szwedzki szermierz. Reprezentant kraju podczas igrzysk olimpijskich w Helsinkach, uczestniczył w turnieju indywidualnym i drużynowym florecistów. We wszystkich konkurencjach odpadał w drugiej rundzie.